# Geneviève Guinchard
Pour les articles homonymes, voir Guinchard.
Geneviève Guinchard, née le 7 février 1940, est une ancienne internationale française de basket-ball.

## Club
- 1956-1957 :  JA Evreux
- 1957-1983 :  Évreux AC

## Palmarès

### Club
compétitions nationales 
- Championne de France Excellence Nationale : 1962
- Championne de France juniors : 1958

### Sélection nationale
Championnat du monde 
- 10e du Championnat du monde 1971,  Brésil
- 10e du Championnat du monde 1964,  Pérou

Championnat d'Europe
- 4e du Championnat d'Europe 1972,  Bulgarie
- Médaille d'argent du Championnat d'Europe 1970,  Pays-Bas
- 11e du Championnat d'Europe 1968,  Italie
- 11e du Championnat d'Europe 1966,  Roumanie
- 10e du Championnat d'Europe 1964,  Hongrie

Autres
- Début en Équipe de France le 24 avril 1960 à Vendin-le-Vieil contre l'Écosse
- Dernière sélection le 27 mai 1973 à Lima contre Cuba

## Distinctions personnelles
- Médaille d'or de la jeunesse et des sports : 1998
- Médaille d'or de la Fédération française de basket-ball : 1975